# Maladera ukerewensis
Maladera ukerewensis är en skalbaggsart som beskrevs av Moser 1917. Maladera ukerewensis ingår i släktet Maladera och familjen Melolonthidae. Inga underarter finns listade i Catalogue of Life.